# Наивност
Наивност (фр. naiveté) јесте стање лаковерности или лакомислености — у крајњем случају (при)глупости, односно углавном (али не нужно) одражавање или показивање недостатка искуства, разумевања или софистикације, углавном у контексту где појединац негира прагматизам у корист моралног идеализма.

## Етимологија
Када се почела употребљавати, реч наиван је значила „природан” или „невин”; није имала конотацију невичности (неспособности), а данас означава природност, безазленост, простодушност, искреност, неискусност, детињастост — често и приглупост тј. ограниченост. Може се користити и краћем облику, наива.
Као придев у француском, пише се naïve или naïf. Француски придеви имају граматички род; naïf се користи са именицама мушког а naïve женског рода. Француска именица је naïveté.
Тачке изнад i су дијереза (в. ткђ. Ï). У енглеском језику, неискошено „naive” (без дијарезе) чешћи је начин писања, с тим да је „naïve” односно naïve неидиомско а не нетачно; француско „naïf” је углавном за мушки род, али има и секундардно значење (уметнички стил); како год, изговара се као два слога — са нагласком на другом (у енглеском).
Именичка форма се може пронаћи написана у разним облицима, као naivety, naïvety, naïveté, naïvete или naiveté.

## Култура
Наива се као култирни тип јавља у две главне форме.
С једне стране, постоји „сатиричка наива, као што је Кандид”. Нортроп Фрај је сугерисао да би иста могло да се назове ingénu формом, по Волтеровом дијалогу тог имена: „Овде аутсајдер... не одобрава ниједну од претпоставки које чине апсурде друштва логичнима онима који су навикнути на исте.” Есенцијално служи као призма за преношење сатиричке поруке. И Жан Бодријар је доиста, на основу својих ситуационистичких корена, настојао да се позиционира као ingénu у свакодневном животу: „Играм улогу дунавског сељака: некога ко не зна ништа али сумња да је нешто погрешно... Волим када сам у позицији примитивца... ’изигравајући наивност’.”
С друге стране, постоји уметничка „наива — реакција на све и наизгледна доступност”. Овде се „онај наивни нуди као у процесу формације, у потрази за вредностима и моделима... увек тежећи ка усвајању одређеног традиционалног ’одраслог’ темперамента” (у мораторијуму вечитог адолесцента). Такви случајеви „наивности као културне слике... нудили су се као есенцијално респонсивни за друге и отворени сваком позиву... успоставили су свој идентитет у неодређености”.
Током 1960-их, „наивци су се окренули према мистицизму и источњачким религијама”, кретајући се према хипи покрету. „Хипи култура, мешанац бит генерације из попа, била је прилично налик фолк култури — орална, наивна, комунална, вођена својим афоризмима (нпр. ’Водимо љубав, не рат’ или енгл. turn on, tune in, drop out), не рационализована.” Њени ’наркићки’ протагонисти „имали су детињасто чуђење да можемо произвести толико необичности из нас самих... заједно са одобравањем младих да се врате и кажу шта су видели”.

## Наука
У биологији, нарочито у имунологији, наивност се користи за описивање индивидуе (или ћелије) која се није сусрела са антигеном — на пример, патогеном.
У другим научним пољима, наивност описује особу или животињу која није имала одређено искуство или није била предмет неког експеримента.

### Цитирана библиографија
- Green, Martin (1977). Children of the Sun. London.